# Poa seleri
Poa seleri är en gräsart som beskrevs av Pilg.. Poa seleri ingår i släktet gröen, och familjen gräs. Inga underarter finns listade i Catalogue of Life.